# La mia storia tra le dita
La Mia Storia Tra le Dita (em português: "A Minha História Entre os Dedos"), é uma canção do cantor italiano Gianluca Grignani, em 1994, como primeiro single do álbum Destinazione Paradiso. No Brasil, ficou conhecida pelas versões em português gravadas por José Augusto (A Minha História) e Ana Carolina (Quem de Nós Dois).

## Informação
A canção foi interpretada pela primeira vez por Grignani, em 1994, durante o Festival de Sanremo. Após essa apresentação,  Grignani interpretou a canção na televisão, e as principais rádios da Itália começaram a tocar o single.
Além da versão em italiano, o cantor ainda gravou uma versão em espanhol intitulada "Mi Historia Entre Tus Dedos", lançado junto com o álbum "Destino Paraíso", de 1995 - versão de Destinazione Paradiso.

## Versão de José Augusto
A versão de José Augusto, lançada em 1996, é a mais fiel a letra Italiana. A Minha Historia é uma adaptação perfeita a letra de Grignani, já a versão de Ana Carolina não está ao pé da letra, utiliza apenas com a melodia (ritmo)

## Versão de Ana Carolina
Quem de Nós Dois, é uma canção lançada pela cantora Ana Carolina em 2001. O single foi extraído do álbum Ana Rita Joana Iracema e Carolina, e foi lançado como airplay, em todo o Brasil. Em 2001 a dupla sertaneja Marlon & Maicon também gravaram a versão do José Augusto, a canção faz parte do Cd "Marlon & Maicon", no mesmo ano um grupo de pagode chamado BokaLoka regravou a música.

### Músicos
Créditos adaptados do encarte.
- Ana Carolina - voz e violões
- Ana Zingoni - guitarra
- Rick Ferreira - violão
- Paulo César Barros - baixo
- Mú Carvalho - arranjo, programações e teclados

### Prêmios e indicações
| Ano  | Prêmio                 | Versão       | Categoria            | Resultado |
| ---- | ---------------------- | ------------ | -------------------- | --------- |
| 2001 | Melhores do Ano        | Ana Carolina | Música do Ano        | Venceu    |
| 2001 | MTV Video Music Brasil | Ana Carolina | Escolha da Audiência | Indicado  |
| 2002 | Troféu Imprensa        | Ana Carolina | Melhor Música        | Venceu    |